# Монументаль (стадион, Лима)
«Монументаль» (исп. Estadio Monumental), более известный как «Монументаль „У“» (исп. Estadio Monumental de la "U") или «Колосо де Ате» (исп. Coloso de Ate) — стадион, расположенный в столице Перу, Лиме. Монументаль «У» — второй по вместимости стадион в Южной Америке и крупнейший в стране. Буква «У» в названии стадиона указывает на принадлежность команде «Университарио». Кроме того, периодически на данном стадионе выступает сборная Перу. Альтернативное название, «Колосо де Ате», указывает на размер арены и принадлежность к району Ате

## История
Стадион «Монументаль „У“» был заложен на проспекте Пролонгасьон Хавьер Прадо Эсте (Avenida Prolongación Javier Prado Este) 16 января 1991 года и строился на протяжении 1990-х годов. 2 июля 2000 года стадион был открыт матчем «Университарио» против «Альянса Лима», на первой игре присутствовало 54 708 зрителей. Прежний стадион «студентов», имени Теодора «Лоло» Фернандеса, который вмещает лишь 4 тысячи зрителей, стал тренировочной арендой «Университарио».
На протяжении нескольких первых лет функционирования «Монументаль „У“» подвергался санкциям со стороны Федерации футбола Перу, поскольку арена не всегда отвечала соображениям безопасности. В 2004 году «Монументаль „У“» был исключён из числа стадионов, которые принимали Кубок Америки, поскольку Федерация не сумела договориться с «Университарио» о его использовании.
В 2019 году на стадионе состоится первый в истории одноматчевый финал Кубка Либертадорес между аргентинским «Ривер Плейтом» и бразильским «Фламенго».
На стадионе «Монументаль „У“» часто проводятся концерты и массовые шоу. Здесь выступали, среди прочих, Алехандро Санс (2004, 2007, 2010), Карлос Сантана (2006), Брайан Адамс (2008), Megadeth (2008, 2010), Duran Duran, Кайли Миноуг, Энрике Иглесиас (2008), Backstreet Boys, Глория Эстефан, 50 Cent, Пласидо Доминго, Depeche Mode (2009), Бейонсе, Guns N’ Roses, Моби, Placebo, Aerosmith, Fatboy Slim (2010), Стинг, Оззи Осборн, Motörhead, Пол Маккартни, Аврил Лавин, Limp Bizkit, Рики Мартин, Род Стюарт, Бритни Спирс (2011).

## Матчи сборной Перу
Несмотря на то, что главной ареной для сборной остаётся Национальный стадион, на «Монументале» она провела с 2001 по 2009 год 15 матчей.
| Дата             | Соперник  | Итог | Счёт | Статус игры            |
| ---------------- | --------- | ---- | ---- | ---------------------- |
| 2 июня 2001      | Эквадор   | П    | 1:2  | Квалификация к ЧМ-2002 |
| 14 ноября 2001   | Боливия   | Н    | 1:1  | Квалификация к ЧМ-2002 |
| 30 марта 2003    | Парагвай  | П    | 1:0  | Товарищеский матч      |
| 16 ноября 2003   | Бразилия  | Н    | 1:1  | Квалификация к ЧМ-2006 |
| 4 сентября 2004  | Аргентина | П    | 1:3  | Квалификация к ЧМ-2006 |
| 8 сентября 2007  | Колумбия  | Н    | 2:2  | Товарищеский матч      |
| 12 сентября 2007 | Боливия   | В    | 2:0  | Товарищеский матч      |
| 13 октября 2007  | Парагвай  | Н    | 0:0  | Квалификация к ЧМ-2010 |
| 19 ноября 2007   | Бразилия  | Н    | 1:1  | Квалификация к ЧМ-2010 |
| 14 июня 2008     | Колумбия  | Н    | 1:1  | Квалификация к ЧМ-2010 |
| 6 сентября 2008  | Венесуэла | В    | 1:0  | Квалификация к ЧМ-2010 |
| 10 сентября 2008 | Аргентина | Н    | 1:1  | Квалификация к ЧМ-2010 |
| 28 марта 2009    | Чили      | П    | 1:3  | Квалификация к ЧМ-2010 |
| 7 июня 2009      | Эквадор   | П    | 1:2  | Квалификация к ЧМ-2010 |
| 5 сентября 2009  | Уругвай   | В    | 1:0  | Квалификация к ЧМ-2010 |
| 31 августа 2017  | Боливия   | В    | 2:1  | Квалификация к ЧМ-2018 |